# Hermanos Hernández
Osmundo Hernández Calzada (1895-1956) y Eloy Hernández Calzada (1897-1974), los hermanos Hernández, fueron dos prestigiosos orfebres y esmaltistas vigueses. El taller que fundaron en Vigo en 1924 sigue funcionando hoy, a punto de cumplir cien años de actividad ininterrumpida, habiendo producido un ingente número de piezas y recibido numerosos reconocimientos.
Los Hernández manejaron con gran destreza materiales preciosos como el azabache o el marfil, y demostraron dominio de los metales en esculturas de gran formato. Supieron trasladar la delicadeza del trabajo joyero a la monumentalidad de la escultura, trasladando tanto las técnicas utilizadas en la orfebrería: relieve, esmalte o glíptica; al igual que los materiales: plata y oro. También a la inversa, entendiendo la joya, no como un mero conjunto de metal y piedras preciosas, sino como una obra elaborada producto de una reflexión artística.

## Historia
Ambos hermanos comenzaron su formación desde muy pequeños, en la Escuela de Artes y Oficios de Valladolid. Allí adquieren una amplia formación en las técnicas de pintura y escultura. Este aprendizaje se reforzó en París, a donde se trasladaron provistos de una pensión del "Consejo para la Ampliación de Estudios en el Extranjero" (creado por la Institución Libre de Enseñanza). Osmundo se fue en 1917 y Eloy se unió a él unos años más tarde, en 1922.
Eran alumnos de la prestigiosa Escuela Boulle, fundada en 1886, que tuvo un gran desarrollo impulsado por el movimiento "Arts and Crafts" (y que aún hoy sigue siendo una de las escuelas europeas de Artes Aplicadas más influyentes).
Durante su estancia en París tuvieron la oportunidad de conocer de primera mano el arte antiguo, egipcio y griego, conservado en los museos parisinos y de acercarse a los talleres de Limoges y sus esmaltes medievales y renacentistas, que centraron definitivamente su atención en esta técnica.
Una vez finalizado su periodo de formación en París, abandonaron su Valladolid natal y se establecieron en la ciudad de Vigo, atraídos por el prometedor futuro de una ciudad en plena expansión.
Su presentación artística en la ciudad de Vigo tuvo lugar en agosto de 1924, cuando se mostraron varias de sus obras en la Primera Exposición de Arte Gallego, organizada por el Ateneo de Vigo e instalada en la Escuela de Artes y Oficios.
Instalados definitivamente en Galicia, los Hernández se involucraron rápidamente en la vida artística de Vigo y rápidamente se identificaron con el ambiente de renovación de las artes plásticas gallegas que se vivía en la ciudad y que conocieron gracias a la especial amistad que mantuvieron con artistas como el escultor Francisco Asorey, el pintor Carlos Sobrino o el arquitecto Antonio Palacios, con quienes tuvieron la oportunidad de colaborar en el Templo Votivo del Mar en Panjón.
La calidad artística de sus obras les situó rápidamente entre los artistas locales más reconocidos, lo que les permitió implicarse en las instituciones culturales de la ciudad y participar activamente en exposiciones de arte gallego.
Ese contacto con los artistas locales y sus propias experiencias en la sociedad gallega de la época, todavía muy influenciada por una tradición rural secular, hizo que rápidamente incluyeran temas populares y regionales en sus obras. Sus esmaltes reproducirán rincones de ciudades y pueblos antiguos, escenas costumbristas o tipos iconográficos que, desde una vertiente más intelectual, dan vida a un regionalismo simbolista. La sublimación del mar y su gente tomarán protagonismo.
La literatura de Valle-Inclán, que ejerció una gran influencia en el arte de sus contemporáneos, también se percibe en su obra, con la representación simbólica de una Galicia entre lo real y lo onírico, de paisajes idílicos.
La Guerra Civil llegó a alterar los planes de una mayor proyección de ambos hermanos en el exterior, frustrando, entre otros, sus planes de participar en la Exposición Internacional de París de 1937 con uno de sus bustos esmaltados más ambiciosos, titulado La Dama del Mantón de Manila.
Finalizada la guerra, ambos hermanos continuaron su actividad, volviendo a presentarse en importantes exposiciones y concursos. De esta forma obtendrían un notable éxito en la Exposición de Industria y Arte Galaico, celebrada en Vigo en 1944, donde expondrían la citada Dama del Mantón de Manila.
El 20 de julio de 1956 falleció repentinamente en Vigo el mayor de los hermanos, Osmundo.
A partir de esa fecha Eloy, junto con sus hijos Julián y Eloy Hernández Santo Domingo, continuó la actividad del taller, que llega hasta nuestros días, dirigido desde 1991 por su nieto, el pintor Eloy Hernández Rollán.
Eloy Hernández Calzada falleció en Vigo el 1 de octubre de 1974.
La familia Hernández es extensa, y algunos de sus integrantes han logrado mucha visibilidad en el panorama artístico local y nacional, como el músico y compositor Julián Hernández, hijo de Julián Hernández Santo Domingo, fundador y líder de la banda Siniestro Total, quien fue una figura importante de la Movida Viguesa en los años 80 del siglo XX.

## Taller en Vigo
El taller de la firma Hernández inició su existencia en 1924. Inicialmente el taller estuvo ubicado en la Puerta del Sol y se trasladó a la Calle del Príncipe en 1926. Continuó allí hasta que, en 2007, se trasladó a Gran Vía, donde continúa su actividad.
Desde su llegada a la ciudad, los Hernández han estado involucrados en instituciones culturales como el Ateneo Vigués y la Escuela de Artes y Oficios, o en la iniciativa de constituir el Museo de Arte Gallego, germen del actual Museo Quiñones de León. formando parte de su primer patronato en 1935.
La larga trayectoria creativa del taller se manifiesta en una infinidad de piezas de las más variadas técnicas (orfebrería, esmalte, escultura, pintura…), todas ellas ejecutadas bajo una filosofía de perfección propia de los artesanos del Renacimiento, aunque con un lenguaje actual y acompasado a los nuevos tiempos, lo que permitió a sus autores adaptarse a una clientela amplia y muy diversa.
De la producción del taller la mayoría de las obras se quedaron en Vigo, pero muchas también se distribuyeron por Galicia y América. Con el tiempo, el lenguaje ambicioso y personal reflejado en sus piezas convirtió el taller en un referente a nivel nacional, adonde se desplazaban los esmaltistas más destacados para completar su formación, como Victoriano Juaristi o Miguel Soldevilla, director de la Escuela Massana de Barcelona.

## Los esmaltes
La técnica con la que los Hernández se sintieron más cómodos fue el esmalte. En su creación encontraron el espacio para la experimentación estética, y su conocimiento de las artes pictóricas les permitió alcanzar una gran variedad de matices. Sin duda, constituyen su producción artística más importante y en la que alcanzaron el mayor grado de perfección. En este sentido, su principal contribución fue la capacidad de vidriar una escultura en bronce, lo que lograron mucho antes de que la Escuela de Bellas Artes de Berlín (fundada en 1946 por artistas asociados con la Bauhaus) se sintiera orgullosa de lograrlo.
Desde los inicios del taller, los esmaltes se elaboran manualmente, siguiendo los preceptos establecidos desde la época medieval, es decir, son cristales pulverizados que se aplican sobre superficies metálicas (cobre, plata o incluso oro) y luego se funden a alta temperatura para darles su aspecto final. El resultado es una realización que, además de su total originalidad, perdura inalterable en el tiempo gracias a su extraordinaria durabilidad.

## Adscripción artística
La obra de los hermanos Hernández muestra su aprecio por los valores estéticos y teóricos del arte, muy influidos por sus experiencias en el París de los años 20, opulenta, vital y optimista, en la que la estética Art déco, el arte del período de entreguerras, prevaleció.
La sociedad europea, que había afrontado la dura experiencia de la Primera Guerra Mundial, buscaba entonces una vida plena, constructiva y placentera, favorecida por los avances tecnológicos que iban surgiendo día a día. Nació así una visión "poética" del mundo moderno, mecanizado y técnico, que sustituyó los viejos valores por nuevos conceptos científicos y estéticos. Esta nueva realidad tuvo su mejor expresión con el Art déco y, especialmente, con las artes gráficas del cartelismo inspiradas, en mayor o menor medida, en el cubismo y el futurismo, en las que el paisaje industrial, la energía y la velocidad se convirtieron en temas preferentes.
Los Hernández se sumaron a esta corriente, pero su obra no se quedó en el materialismo y el pragmatismo, sino que adquirió un profundo contenido alegórico-poético que los puso en relación con el simbolismo.

## Premios y reconocimientos
El éxito sonrió a los hermanos fundadores de la saga desde el principio.
En 1926 obtuvieron la Medalla de Oro en la Exposición Internacional de Filadelfia presentando un busto de plata repujada titulado Dama de Castilla. El galardón motivó a la Corporación Municipal de Vigo a denominarlos Hijos Adoptivos de la ciudad en 1927, título al que siguieron un gran número de premios.
Entre las más importantes cabe destacar la Segunda Medalla (1932) y la Primera Medalla (1934) dentro de las Exposiciones Nacionales de Bellas Artes celebradas en Madrid.
En 1934 fueron nombrados Hijos Ilustres de la ciudad de Valladolid.
Primer Premio en la Exposición Nacional de Artes Decorativas de 1935
Gran Premio de Honor en la I Exposición Internacional de Artesanía de 1953.
El taller participó en la Exposición Universal de Bruselas de 1958 y recibió el Primer Premio de la Exposición Regional de Arte Gallego de 1960.
Ganaron la Medalla de Oro al Artista Artesano en 1969.
Medalla de Honor en la Exposición Nacional de Bellas Artes celebrada en Santiago de Compostela en 1971.
Reconocimiento de Vigueses Ilustres en 2006.
También fueron nombrados Socios de Mérito de la Asociación Española de Pintores y Escultores.
En 2006 tuvo lugar una exposición antológica en el Museo Quiñones de León, donde los vigueses pudieron disfrutar por primera vez de la bella colección de piezas que conserva la familia.